# المكتبة الوطنية الإسكتلندية
المكتبة الوطنية الإسكتلندية هي إحدى المجموعات الوطنية في البلاد.وهي إحدى أكبر المكتبات في المملكة المتحدة. بالإضافة إلى البرنامج العام من المعارض والفعاليات وورش العمل والجولات التي تنفذها، لدى المكتبة الوطنية في اسكتلندا مكتبة تتيح للزوار الوصول إلى المجموعات والمحفوظات، ولها إيداع قانوني في إسكتلندا وهي عضو في مكتبات الأبحاث في المملكة المتحدة (RLUK)،واتحاد مكتبات الأبحاث الأوروبية (CERL).
يوجد في المكتبة أكثر من 24 مليون عنصر محفوظ بمختلف الأشكال بما في ذلك الكتب والمخطوطات والمسودات الأولية والبطاقات البريدية والصور والصحف. كما تضم المكتبة أيضًا أرشيف الصور المتحركة في اسكتلندا، ومجموعة تضم أكثر من 46,000 مقطع فيديو وفيلم. ومن العناصر البارزة في المجموعة نسخاً من الكتاب المقدس (طبعة غوتنبرغ) ورسالة تشارلز داروين التي قدّم بها مخطوطة أصل الأنواع، و[[المطوية الأولى، ومخطوطات غلينريدل، والرسالة الأخيرة التي كتبتها ماري ملكة إسكتلندا. وتضم أكبر مجموعة من المواد المكتوبة باللغة الغيلية الإسكتلندية.